# 賽馬會青少年足球發展計劃
賽馬會青少年足球發展計劃，俗稱「青訓」，是一個由中國香港足球總會為4至17歲青少年主辦的足球推擴計劃。

## 宗旨
計劃旨在推動4至17歲青少年對足球的興趣，於每年暑假為青少年提供一個足球訓練平台。

## 歷史及協辦機構
自1971年的暑假起，香港足球總會舉辦每年一度的青少年足球發展計劃。
康樂及文化事務署（前身市政局及區域市政局）預留硬地小型足球場（七人或五人）用作培訓。

## 贊助機構
- Nike（2000年）[3]
- 麥當勞
- 香港賽馬會（2012年起-）

## 內容
計劃於每年7月至10月以漸進式分四個階段舉行，香港過萬名學員、四百多名中國香港足球總會註冊專業教練及裁判員參與，於各區康樂及文化事務署硬地足球場進行訓練。
第一階段（7月至8月）
暑期推廣，主要是提供基礎訓練，包括足球比賽規則，個人技術培訓。
第二階段（8月）
暑期進階訓練，重視團隊合作和攻守策略。
第三階段（9月）
於第一及第二階段訓練表現良好的學員，透過嚴格的甄選程序，代表所屬地區參加「分區錦標賽」。
第四階段（10月）
第三階段各組別之優勝隊伍再晉身最後第四階段，分別代表8個所屬區域，互相角逐「全港區際錦標賽」冠軍殊榮。
計劃中表現突出的男、女子學員，將獲邀參與由香港足球總會舉辦的「幼苗足球培訓計劃」、「青苗足球培訓計劃」及「地區足球隊訓練計劃」。
幼苗足球培訓計劃（10月至 6月）
這是賽馬會青少年足球推廣計劃的延續，旨在為13歲以下的青少年提供足球技術訓練，內容以比賽為主。
青苗足球培訓計劃（10月至 6月）
這項計劃旨在透過有系統的培訓，發掘13至15歲具天分的青少年球員。這項計劃設有兩個年齡組別，透過足總嚴格的甄選程序錄取 1080名球員，由45名註冊教練任教。訓練先由基本足球技術開始，然後進行戰術操練和比賽，可造之才會獲甄選加入足總青少年代表隊。
地區足球隊訓練計劃（10月至 6月）
為推動本港的足球發展，以及提高市民對本地足球活動的興趣，康樂及文化事務署自2000年起與香港足球總會合辦「地區足球隊訓練計劃」，在 18區成立青少年地區足球隊。

## 重大事件
2019年，由於香港暑假期間在不同社區或交通運輸系統上舉行大型公眾活動，基於安全考慮，香港足球總會在其網站公佈：「2019年賽馬會青少年足球發展計劃－暑期推廣2019」的訓練於8月5日下午5時後全部取消。

## 著名學員
- 陳婉婷，BBS：中國國家女子少年足球隊U16主教練，全球首位帶領男子職業足球隊贏得頂級聯賽（香港超級聯賽）冠軍的女教練，健力士世界紀錄大全得主
- 吳穎琴，前香港女子足球代表隊球員
- 陳詠詩，首位在日本女子足球聯賽上陣的香港球員
- 賀允同，傑志女子足球隊球員
- 葉婉彤，香港女子足球代表隊球員，2016年「賽馬會青少年足球發展計劃－暑期推廣」足球大使。
- 韋婉婷，香港女子足球代表隊球員
- 鄺穎茵，香港女子足球代表隊球員
- 林裕殷，公民女子足球隊成員，13歲加入香港女子足球代表隊
- 葉鴻輝，香港足球守門員，2009年東亞運動會足球比賽主要功臣之一，2015–16季度香港足球先生
- 郭家明，前香港足球代表隊教練，於1965年夏季參加香港足球總會舉辦的青少年訓練班
- 陳偉豪，前香港足球代表隊球員
- 李健和，前香港足球先生
- 劉國勳，北區區議員[9]
- 馮慶燁，香港男子足球員
- 陳俊樂，香港男子足球員
- 黃威，香港男子足球員，2013–14季度香港足球明星選舉最佳青年球員
- 黃梓浩，香港男子足球員，2016–17季度香港足球明星選舉最佳青年球員
- 顏樂楓，香港男子足球員
- 范振鋒，新城電台唱片騎師
- 顏卓彬，香港男子足球員
- 郭嘉駿，香港男演員、歌手、男子組合ERROR成員

## 另見
- 鳳凰計劃
- 香港足球聯賽系統
- 賽馬會青少年足球精英訓練營

## 外部連結
- 賽馬會青少年足球發展計劃－暑期推廣2024 （页面存档备份，存于）
- 賽馬會青少年足球發展計劃的Facebook專頁